# Europese Coalitie voor Landbouwdieren
De Europese Coalitie voor Landbouwdieren of European Coalition for Farm Animals (ECFA) is een Europese organisatie en pressiegroep opgericht in 1993 door het Belgische GAIA en het Britse CiWF.
Men wijzigde de naam naar European Network for Farm Animal Protection (ENFAP).
Momenteel telt de organisatie leden uit 25 landen.

## Successen
- EU-verbod op het houden van kalveren in kisten dat inging op 1 januari 2007.
- Eu-verbod op legbatterijkooien vanaf 2012 (wet 1999)
- Eu-verbod op zeugenboxen vanaf 2013 (wet 2001)